# Nysius insoletus
Nysius insoletus är en insektsart som beskrevs av Barber 1947. Nysius insoletus ingår i släktet Nysius och familjen fröskinnbaggar. Inga underarter finns listade i Catalogue of Life.